# Tim Grobe
Tim Grobe (* 1969 in Duisburg) ist ein deutscher Schauspieler, sowie Hörspiel- und Hörbuchsprecher.

## Leben
Tim Grobe studierte nach dem Abitur zunächst Germanistik an der Universität zu Köln. Er absolvierte von 1993 bis 1997 eine Schauspielausbildung an der Hochschule der Künste Berlin. Nach dem Abschluss seiner Ausbildung erhielt er ein Engagement an den Städtischen Bühnen Wuppertal. Dort war er von 1997 bis 2000 festes Ensemblemitglied. 2000 wurde er auf dem Theatertreffen Nordrhein-Westfalen als „Bester Nachwuchsschauspieler“ ausgezeichnet. 2000 erhielt er auch den „Gaukler“, den Preis als „Bester Schauspieler“ der Bühnen der Stadt Wuppertal. Von 2000 bis 2002 war er am Schauspielhaus Köln, anschließend von 2002 bis 2005 am Staatsschauspiel Dresden engagiert. Als Gast trat er am Schauspielhaus Zürich, am Theater an der Wien und am Schauspiel Frankfurt (Spielzeit 2002/03) auf.
Wichtige Bühnenrollen Grobes waren: Franz Moor in Die Räuber (am Staatsschauspiel Dresden), Kasimir in Kasimir und Karoline sowie die Titelrollen in den Theaterstücken Aias (Schauspiel Köln, Spielzeit: 2001/02, Regie: Thirza Bruncken), Der Marquis von Keith von Frank Wedekind (Staatsschauspiel Dresden, Premiere: Spielzeit 2002/03), Leben des Galilei (Staatsschauspiel Dresden, 2003), Orestie (Staatsschauspiel Dresden, Premiere: Spielzeit 2003/04) und in Kleists Amphitryon.
Von 2005 bis 2013 war Tim Grobe festes Ensemblemitglied am Deutschen Schauspielhaus in Hamburg. Dort spielte er u. a. Freddie in Faces nach dem Film von John Cassavetes (2005; Regie: Ivo van Hove), Just in Minna von Barnhelm, oder das Soldatenglück (2007; Regie: Karin Henkel), Sir Tobias von Rülps in Was ihr wollt (2008; Regie: Klaus Schumacher), den Pastor in Wer einmal aus dem Blechnapf frisst (2009; Regie: Daniel Wahl), Peter in Ein Volksfeind (2008; Regie: Jarg Pataki), in mehreren Rollen in Glaube Liebe Hoffnung (2009; Regie: Karin Henkel), den Dieb in Tannöd (2009; Regie: Crescentia Dünßer und Otto Kukla) und Macheath in Brecht/Weills Die Dreigroschenoper (2010; Regie: Jarg Pataki).
Am Deutschen Schauspielhaus Hamburg spielte er in der Spielzeit 2012/13 in der Regie von Dominique Schnizer in der Uraufführung des Theaterstücks Leben und Erben von Oliver Kluck. Grobe ist immer wieder auch in musikalischen Rollen und als Sänger auf der Bühne zu erleben. 2012 war er als Sänger in dem Liederabend Sylt – Ein Irrtum Gottes? von Dietmar Loeffler an den Hamburger Kammerspielen zu sehen. 2013 trat er an den Hamburger Kammerspielen in dem musikalischen Abend Familienbande von Franz Wittenbrink und Lutz Hübner auf. Im Juni 2013 wirkte er in den Hamburger Kammerspielen als Zuhälter Ronaldo in der Uraufführung der satirischen Komödie Die Geiselnahme von Hans Scheibner mit. Unter der Regie von Hanns Christian Müller war Alexandra Kamp seine Partnerin.
In der Spielzeit 2014/15 hatte er ein Gastengagement am Stadttheater Klagenfurt; in Aron Stiehls Inszenierung der Operette Im weißen Rössl spielte er den Berliner Fabrikanten Wilhelm Giesecke. In der Spielzeit 2014/15 gastierte er am Staatstheater Karlsruhe als Frank in der Komödie Richtfest von Lutz Hübner und Sarah Nemitz sowie als Oberon in Ein Sommernachtstraum. In der Spielzeit 2020/21 gab er an der Oper Dortmund in Im weißen Rössl seinen Einstand.
Tim Grobe arbeitete auch für Film und Fernsehen. Schwerpunkt seiner künstlerischen Tätigkeit als Schauspieler war jedoch die Theaterarbeit. 2012 war er in dem Fernsehfilm Der Hafenpastor an der Seite von Jan Fedder als Küster Eddi zu sehen. Diese Rolle übernahm er auch in der Fortsetzung Der Hafenpastor und das graue Kind, die im Januar 2015 erstmals ausgestrahlt wurde. Auch im dritten Film der Fernsehreihe mit dem Titel Der Hafenpastor und das Blaue vom Himmel (Erstausstrahlung: Oktober 2016) setzte Grobe diese Rolle fort. Im Dortmunder Tatort-Krimi Tatort: Mein Revier (2012) spielte er eine kleine Nebenrolle. Im April 2015 war er in dem Tatort: Frohe Ostern, Falke zu sehen. Er verkörperte Axel, ein ehemaliges Mitglied der Aktivistengruppe „Bad Easter Bunnies“. In dem Märchenfilm Prinz Himmelblau und Fee Lupine (Erstausstrahlung: Dezember 2016) spielte er die kleine Rolle des Wärters.
Grobe hatte auch Episodenrollen in den Serien Notruf Hafenkante (2012; als alkoholabhängiger Umzugsunternehmer Henrik Meffert), Großstadtrevier (2012/2013, als Staranwalt Dr. Wentz), Alles Klara (2013; als Falkner Hans Stemmer), SOKO Leipzig (2014; als Anwohner und Nachbar Lothar Gerhardt), Die Pfefferkörner (2014; als Munitionsschmuggler Thorsten Fricke) und SOKO Hamburg (2018, als Klassenlehrer und vermeintlicher Tatverdächtiger Dennis Bruckmann).
Grobe arbeitete auch als Sprecher für Hörspiele, wie zum Beispiel Die drei ???, Fünf Freunde und TKKG, sowie Hörbücher.
Grobe lebt in Hamburg.

## Filmografie (Auswahl)
- 2011: Zeitfenster (Kurzfilm)
- 2012: Der Hafenpastor (Fernsehreihe)
- 2012: Tatort: Mein Revier (Fernsehreihe)
- 2012, 2021: Notruf Hafenkante (Fernsehserie, verschiedene Rollen, 2 Folgen)
- 2012–2022: Großstadtrevier (Fernsehserie, verschiedene Rollen, 3 Folgen)
- 2013: Alles Klara (Fernsehserie, Folge Das Opfer vom Regenstein)
- 2014: SOKO Leipzig (Fernsehserie, Folge Kleine Geheimnisse)
- 2014: Polizeiruf 110: Liebeswahn (Fernsehreihe)
- 2014: Die Pfefferkörner (Fernsehserie, Folge Munition)
- 2015: Der Hafenpastor und das graue Kind
- 2015: Tatort: Frohe Ostern, Falke
- 2016: Der Hafenpastor und das Blaue vom Himmel
- 2016: Prinz Himmelblau und Fee Lupine (Fernsehfilm)
- 2018: Sarah Kohr – Mord im Alten Land (Fernsehreihe)
- 2018, 2022: SOKO Hamburg (Fernsehserie, verschiedene Rollen, 2 Folgen)
- 2019: Nord bei Nordwest – Gold! (Fernsehreihe)
- 2021: Nord bei Nordwest – Ho Ho Ho!
- 2022: SOKO Wismar (Fernsehserie, Folge Respekt)
- 2022: SOKO Hamburg (Fernsehserie, Folge Schlagzeile Mord)
- 2023: Mordsschwestern – Verbrechen ist Familiensache (Fernsehserie, Folge Helden)